# Piozzano
Piozzano é uma comuna italiana da região da Emília-Romanha, província de Piacenza, com cerca de 716 habitantes. Estende-se por uma área de 43 km², tendo uma densidade populacional de 17 hab/km². Faz fronteira com Agazzano, Bobbio, Gazzola, Pecorara, Pianello Val Tidone, Travo.

## Demografia
| Variação demográfica do município entre 1861 e 2011                               |
|                                                                                   |
| Fonte: Istituto Nazionale di Statistica (ISTAT) - Elaboração gráfica da Wikipedia |